# Prémio Internacional Pena de Ouro
O Prémio Internacional Pena de Ouro é um concurso literário para contos e poemas organizado pela Casa Brasileira de Livros, tendo se destacado como um dos eventos literários que mais cresce em toda a lusofonia.

## Lusofonia
O Prémio Internacional Pena de Ouro tem como um de seus principais objetivos a integração da lusofonia. Dessa forma, conta com jurados de vários países lusófonos para a avaliação dos contos e poemas finalistas desde a sua primeira edição.

## Histórico de edições
O Prémio Internacional Pena de Ouro teve a sua primeira edição realizada no ano de 2020. Desde então, tem sido realizado anualmente. Em todas as suas edições, o Prémio Internacional Pena de Ouro contou com duas categorias (categoria CONTO e categoria POEMA). Os três primeiros colocados (1°, 2° e 3° lugar) tradicionalmente são premiados em dinheiro — à exceção da primeira edição, na qual somente os primeiros colocados (1° lugar) foram premiados em dinheiro. Os dez primeiros selecionados são classificados como finalistas. Além destes, os autores que passaram pela primeira etapa de seleção são denominados semifinalistas.
O Prémio Internacional Pena de Ouro também sempre contou com um corpo de jurados dos textos finalistas que representasse vários países lusófonos.

## 1ª edição (2020)
A primeira edição do Pena de Ouro foi realizada de forma independente, antes mesmo de existir a Casa Brasileira de Livros. O prazo para as inscrições teve início em julho de 2020 e foi encerrado no dia 11 de Outubro de 2020, após prorrogação. O resultado foi anunciado em Dezembro de 2020.

### Primeiros colocados de 2020
Os autores primeiros colocados da 1ª edição foram os seguintes:
| posição  | categoria CONTO                                                                          | categoria POEMA                                          |
| -------- | ---------------------------------------------------------------------------------------- | -------------------------------------------------------- |
| 1° lugar | Juliana Rabelo (conto Trezentos e sessenta graus)                                        | Sebastião Burnay (poema Dois passos)                     |
| 2° lugar | Maria Cristina Cezar Gomes (conto Primitivo) Rodolphe Roldan-Roldan (conto Sax)          | Nelson de Azevedo Ferraz (poema a redoma)                |
| 3° lugar | Anselmo de Lima Chaves (conto A entrada de Virgulino Ferreira no bando do Sinhô Pereira) | Rodolphe Roldan-Roldan (poema Caminho, Insólito caminho) |

### Jurados da 1ª edição[4]
A primeira edição contou com o seguinte corpo de jurados internacionais para dar o veredicto aos contos e poemas finalistas:
| Jurado(a)                   | País                |
| --------------------------- | ------------------- |
| José Luís Mendonça          | Angola              |
| Juliana Amato               | Brasil              |
| Alvaro Taruma               | Moçambique          |
| Pedro Chagas Freitas        | Portugal            |
| Margarida Fontes            | Cabo Verde          |
| António Soares Lopes Júnior | Guiné-Bissau        |
| Abdulai Sila                | Guiné-Bissau        |
| Leticia Wierzchowski        | Brasil              |
| Orlando Piedade             | São Tomé e Príncipe |

### Premiação da 1ª edição
Na edição de 2020, apenas os vencedores de cada categoria receberam premiação em dinheiro. O vencedor da categoria CONTO recebeu R$ 7.000,00 e o vencedor da categoria POEMA recebeu R$ 6.000,00, fazendo com que o Pena de Ouro, logo em sua primeira edição, fosse o prêmio literário que mais recompensou um conto ou poema avulso em toda a lusofonia.

### Desdobramentos da 1ª edição
A primeira edição do Pena de Ouro gerou diretamente dois livros. O primeiro foi o livro dos finalistas, que tem sido tradicionalmente publicado em cada edição. O segundo foi uma seleta de semifinalistas.
Além disso, indiretamente, a edição de 2020 gerou outros livros, uma vez que dois autores que se destacaram foram publicados pela Casa Brasileira de Livros: Rodolphe Roldan-Roldan, com três textos entre os finalistas, dentre os quais dois ficaram entre os primeiros colocados; e o grande vencedor Sebastião Burnay.
Os vencedores de cada categoria foram convidados para compor o corpo de jurados internacionais da edição seguinte.

## 2ª edição (2021)
O prazo para as inscrições da segunda edição do Pena de Ouro teve início no dia 07/05/2021 e foi encerrado no dia 03/08/2021. Não houve prorrogação. O resultado foi anunciado no dia 29/12/2021.

### Primeiros colocados de 2021
Os autores primeiros colocados da 2ª edição foram os seguintes:
| posição  | categoria CONTO                                  | categoria POEMA                                                    |
| -------- | ------------------------------------------------ | ------------------------------------------------------------------ |
| 1° lugar | Gabriel Figueiraes (conto Flor de Caipora)       | Saul Cabral Gomes Júnior (poema Trajetória do ser-poesia)          |
| 2° lugar | Katya Leitzke (conto À Espera De Que Isto Passe) | Pavel Zanesco Ferreira (poema Psicologia da Composição Impossível) |
| 3° lugar | Eduardo Coletto Furlan (conto Flor inviável)     | Alexandra Vieira de Almeida (poema O tropel dos cavalos)           |

### Jurados da 2ª edição[5]
A segunda edição contou com o seguinte corpo de jurados internacionais para dar o veredicto aos contos e poemas finalistas:
| Jurado(a)                   | País                |
| --------------------------- | ------------------- |
| Leticia Wierzchowski        | Brasil              |
| António Soares Lopes Júnior | Guiné-Bissau        |
| Vera Duarte Pina            | Cabo Verde          |
| Orlando Piedade             | São Tomé e Príncipe |
| Rosa Soares                 | Angola              |
| Alvaro Taruma               | Moçambique          |
| Juliana Rabelo              | Brasil              |
| Sebastião Burnay            | Portugal            |

### Premiação da 2ª edição
Na edição de 2021, os primeiros colocados receberam um total de R$ 20.000,00. O vencedor de cada categoria recebeu R$ 7.500,00.

### Desdobramentos da 2ª edição
A segunda edição do Pena de Ouro gerou o livro dos finalistas, publicado em 2022. Além disso, os vencedores de cada categoria foram convidados para compor o corpo de jurados internacionais da edição seguinte.

## 3ª edição (2022)
O prazo para as inscrições da terceira edição do Pena de Ouro teve início no dia 19/09/2022 e foi encerrado no dia a 23/10/2022. Não houve prorrogação. No dia 15/12/2022, foi anunciado que o resultado seria divulgado no dia 24/12/2022.

### Primeiros colocados de 2022
Os autores primeiros colocados da 3ª edição foram os seguintes:
| posição  | categoria CONTO                                                                                 | categoria POEMA                                                      |
| -------- | ----------------------------------------------------------------------------------------------- | -------------------------------------------------------------------- |
| 1° lugar | Lucas Monteiro Carvalho (conto Adriabelle)                                                      | Ricardo Alagemovits (poema A Verdade)                                |
| 2° lugar | Fernando Trevisolli de Britto (conto Rosas Silenciosas Grafitadas em Uma Batina de Cores Neons) | Paulo Carvalho Wanderley (poema Big Bang – O nascimento do Universo) |
| 3° lugar | Fabio G. Ferreira (conto Eloá)                                                                  | Nirtuor Venancio (poema Armadura)                                    |

### Jurados da 3ª edição (2022)[6]
A terceira edição contou com o seguinte corpo de jurados internacionais para dar o veredicto aos contos e poemas finalistas:
| Jurado(a)                   | País                |
| --------------------------- | ------------------- |
| António Soares Lopes Júnior | Guiné-Bissau        |
| Vera Duarte Pina            | Cabo Verde          |
| Orlando Piedade             | São Tomé e Príncipe |
| Rosa Soares                 | Angola              |
| Alvaro Taruma               | Moçambique          |
| Gabriel Figueiraes          | Brasil              |
| Sebastião Burnay            | Portugal            |
| Saul Cabral Gomes Júnior    | Brasil              |
| Lukeno Alkatiri             | Timor-Leste         |

### Premiação da 3ª edição (2022)
Na edição de 2022, os primeiros colocados receberam um total de R$ 20.000,00. O vencedor de cada categoria recebeu R$ 7.500,00.

### Desdobramentos da 3ª edição
A terceira edição do Pena de Ouro gerou o livro dos finalistas, publicado em 2023. Além disso, os vencedores de cada categoria foram convidados para compor o corpo de jurados internacionais da edição seguinte.

## 4ª edição (2023)
O prazo para as inscrições da quarta edição do Pena de Ouro teve início no dia 29/06/2023 e foi encerrado no dia a 13/08/2023. Não houve prorrogação. O resultado foi divulgado no dia 29/12/2023.

### Primeiros colocados de 2023
Os autores primeiros colocados da 4ª edição foram os seguintes:
| posição  | categoria CONTO                                   | categoria POEMA                                                                      |
| -------- | ------------------------------------------------- | ------------------------------------------------------------------------------------ |
| 1° lugar | Paulo de Tarso Riccordi (conto O coche)           | Helton Timoteo da Silva (poema Cinco ensaios sobre a morte e uma canção desesperada) |
| 2° lugar | Rúbio Rocha de Souza (conto A Velha Ponte)        | Maria Elisa Carpi (poema Sonho meu)                                                  |
| 3° lugar | Rafael Bán Jacobsen (conto Caligrafia do espanto) | Victor Alves Pereira (poema Reificação)                                              |

### Jurados da 4ª edição (2023)[6]
A quarta edição conta com o seguinte corpo de jurados internacionais para dar o veredicto aos contos e poemas finalistas:
| Jurado(a)                   | País                |
| --------------------------- | ------------------- |
| Arménio Vieira              | Cabo Verde          |
| Sebastião Burnay            | Portugal            |
| Orlando Piedade             | São Tomé e Príncipe |
| Yao Feng                    | Macau               |
| Ricardo Movits              | Brasil              |
| António Soares Lopes Júnior | Guiné-Bissau        |
| Rosa Soares                 | Angola              |
| Alvaro Taruma               | Moçambique          |
| Gabriel Figueiraes          | Brasil              |
| Lukeno Alkatiri             | Timor-Leste         |
| Lucas M. Carvalho           | Brasil              |

### Premiação da 4ª edição (2023)
Na edição de 2023, os primeiros colocados receberão um total de R$ 40.000,00. O vencedor de cada categoria receberá R$ 10.000,00.

## Todos os vencedores[23]
Todos os anos, o Prémio Internacional Pena de Ouro conta com um vencedor para cada uma de suas categorias (CONTO ou POEMA). Alguns vencedores já foram convidados para participar do júri internacional.
| Ano  | Vencedor (categoria CONTO) | Vencedor (categoria POEMA) |
| ---- | -------------------------- | -------------------------- |
| 2020 | Juliana Rabelo             | Sebastião Burnay           |
| 2021 | Gabriel Figueiraes         | Saul Cabral Gomes Júnior   |
| 2022 | Lucas M. Carvalho          | Ricardo Movits             |
| 2023 | Paulo de Tarso Riccordi    | Helton Timoteo da Silva    |